# Darnell Hall
Darnell Kenneth Hall (* 26. September 1971 in Detroit) ist ein ehemaliger US-amerikanischer Sprinter, der sich auf den 400-Meter-Lauf spezialisiert hatte.
Bei den Olympischen Spielen 1992 in Barcelona wurde er im Vorlauf der 4-mal-400-Meter-Staffel eingesetzt und trug so zum Gewinn der Goldmedaille für das US-Team bei. Im Jahr darauf siegte er mit der US-Stafette bei den Hallenweltmeisterschaften 1993 in Toronto.
1995 siegte er bei den Hallenweltmeisterschaften in Barcelona im Einzelbewerb. Bei den Weltmeisterschaften in Göteborg wurde er Sechster über 400 Meter. Auch hier war er mit einem Vorlaufeinsatz am Sieg der US-Stafette beteiligt.
1994 wurde er US-Hallenmeister.

## Bestzeiten
- 400 m: 44,34 s, 5. Juli 1995, Lausanne
  - Halle: 45,61 s, 4. März 1995, Atlanta